# Nieznamir
Nieznamir – staropolskie imię męskie, składające się z członów nie zna mir, czyli "nie zna miru (nie zna pokoju)", ale Niezmir może pochodzić od mir jak i miara.
Nieznamir imieniny obchodzi 25 lipca.